# Coryphocerina
Sous-tribu
Synonymes
- Heterorrhinidae Kraatz, 1880a: 21
- Ceratorrhinidae Kraatz, 1880a: 18
- Bothrorrhinae Schoch, 1894: 173
- Gnathoceridae Schoch, 1894: 170
- Ischnosceli Schoch, 1894: 170
- Rhomborrhinae Schoch, 1894: 171
- Tmesorrhinae Schoch, 1894: 170
- Coelorrhinae Schoch, 1895: iii
- Mecynorrhinina Schenkling, 1921: 15
- Stephanorrhinina Schenkling, 1921: 35

Les Coryphocerina sont une sous-tribu d'insectes coléoptères de la famille des Scarabaeidae, de la sous-famille des Cetoniinae et de la tribu des Goliathini.

## Liste des genres
Asthenorhina - 
Bothrorrhina - 
Caelorrhina - 
Cheirolasia - 
Chlorocala - 
Cyphonocephalus - 
Cyprolais - 
Dicheros - 
Dicronorhina - 
Eudicella - 
Gnathocera - 
Heterorrhina - 
Ischnoscelis - 
Mecynorhina - 
Mystroceros - 
Pseudotorynorrhina - 
Rhomborhina - 
Stephanorrhina - 
Smicorhina - 
Taurhina - 
Tmesorrhina - 
Torynorrhina